# 15818 ДеВені
15818 ДеВені (15818 DeVeny) — астероїд головного поясу, відкритий 12 вересня 1994 року.
Тіссеранів параметр щодо Юпітера — 3,547.